# تپه گجی
تپه گجی، روستایی از توابع بخش بیرانوند شهرستان خرم‌آباد در استان لرستان ایران است.

## جمعیت
این روستا در دهستان بیرانوند شمالی قرار دارد و براساس سرشماری مرکز آمار ایران در سال ۱۳۸۵، جمعیت آن ۸۲۱ نفر (۱۷۱خانوار) بوده‌است.

## مردم
ساکنین  این روستا از طایفه پیرداده بیرانوند هستند،و به زبان لکی سخن می گویند.